# Алексеевка (Абдулинский район)
Алексеевка — посёлок в Абдулинском городском округе Оренбургской области России.

## География
Посёлок находится в северо-западной части Оренбургской области, в лесостепной зоне, в пределах южной окраины Бугульминско-Белебеевской возвышенности, на левом берегу реки Малый Мочегай, на расстоянии примерно 35 километров (по прямой) к северо-западу от города Абдулино, административного центра района. Абсолютная высота — 137 метров над уровнем моря.
Климат
Климат характеризуется как континентальный с суровой зимой (морозы ниже −30 °C) и жарким летом. Средняя температура воздуха самого тёплого месяца (июля) — 19-22 °C. Среднегодовое количество атмосферных осадков составляет 420 мм. Около 60—70 % годового количества осадков выпадает в течение тёплого периода. Снежный покров держится в среднем около 150 дней в году.
Часовой пояс
Посёлок Алексеевка, как и вся Оренбургская область, находится в часовой зоне МСК+2. Смещение применяемого времени относительно UTC составляет +5:00.

## История
До 1 января 2016 года посёлок входил в состав Покровского сельсовета.

## Население
| 2010 |
| ---- |
| 0    |